# Bell UH-1Y Venom

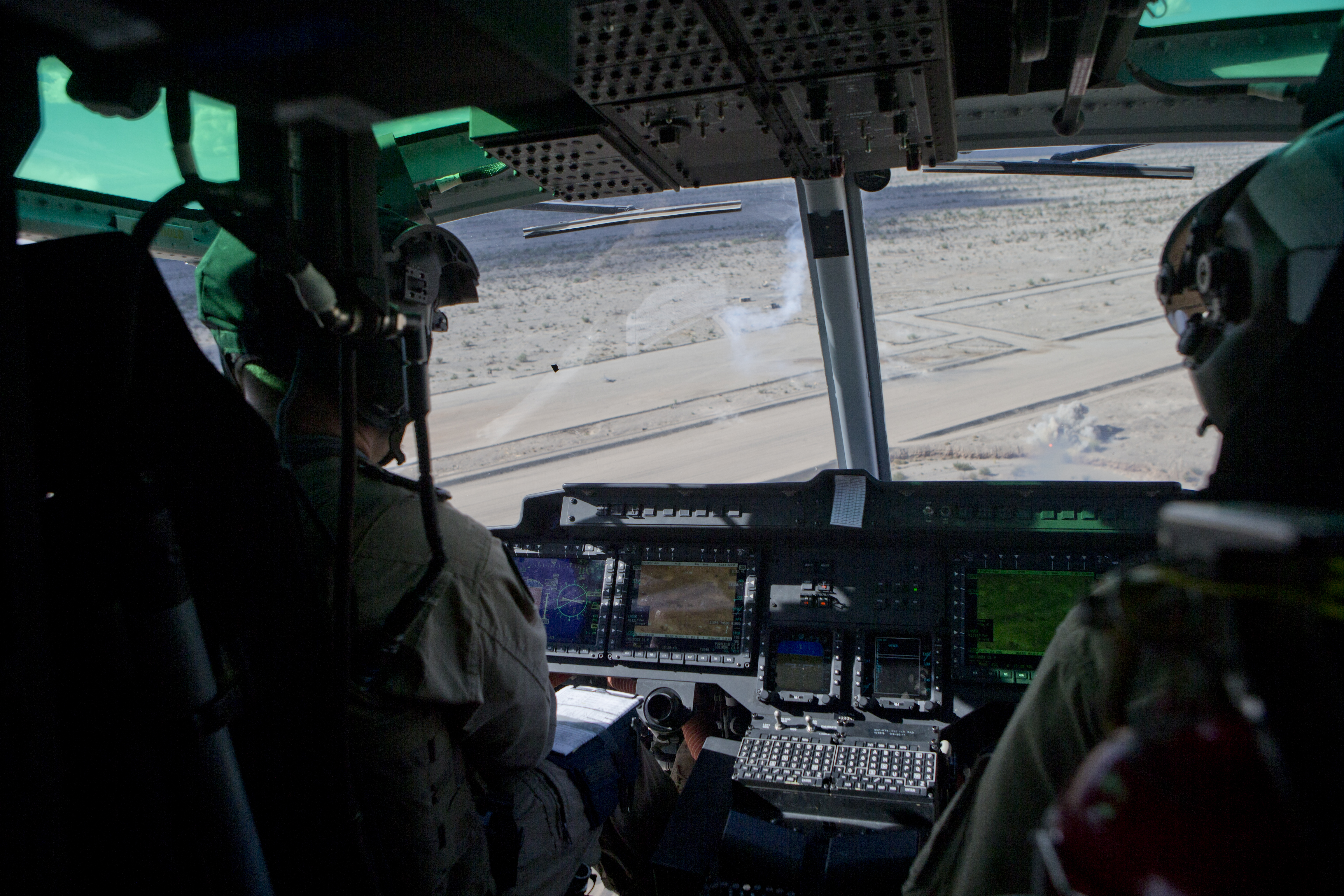
Kokpit UH-1Y

Bell UH-1Y Venom – dwusilnikowy, średniej wielkości śmigłowiec wielozadaniowy, zbudowany przez firmę Bell Helicopter Textron. Jeden z ostatnich członków licznej rodziny śmigłowców UH-1.

## Historia
W 1996 roku, US Marine Corps uruchomiła program modernizacji H-1, podpisując kontrakt z firmą Bell Helicopter Textron na modernizację 100 maszyn UH-1NS Twin Huey do standardu UH-1Y i modernizacji 180 śmigłowców szturmowych AH-1WS Cobra do wersji AH-1Z Viper. UH-1Y i AH-1Z mają wspólną między innymi belkę ogonową, silniki, wirnik, układ napędowy oraz awionikę, w sumie śmigłowce posiadają w 85% identyczne komponenty. Bell przekazał pierwsze UH-1Y do US Marine Corps w lutym 2008 roku, a produkcję śmigłowca na pełną skalę rozpoczęto we wrześniu 2009 roku. 

## Konstrukcja
Wariant UH-1Y jest głęboką modernizacją maszyn z rodziny UH-1. Najbardziej zauważalną różnicą w stosunku do poprzednich wariantów jest zastosowanie czterołopatowego, kompozytowego wirnika głównego.  UH-1Y wyposażony został w zmodernizowane silniki i przekładnie oraz cyfrowy kokpit. W porównaniu z modelem UH-1N, Venom posiada większą ładowność, prawie o 50% większy zasięg oraz wyższą prędkość przelotową.

## Użytkownicy
- Stany Zjednoczone – Korpus Piechoty Morskiej[5].
- Czechy – zamówiono 8 UH-1Y oraz 4 AH-1Z[6].